# Гуляй-Борисовское сельское поселение
Гуляй-Борисовское сельское поселение — муниципальное образование в Зерноградском районе Ростовской области. 
Административный центр поселения — хутор Гуляй-Борисовка.

## Административное устройство
В состав Гуляй-Борисовского сельского поселения входят:
- хутор Гуляй-Борисовка,
- хутор Бакинский,
- хутор Болдиновка,
- хутор Большие Эльбуздовские,
- посёлок Займище,
- хутор Заречный,
- хутор Ириновка,
- хутор Косенко,
- хутор Кугоейский,
- село Ленинка,
- посёлок Нижнекугоейский,
- хутор Новая Поляна,
- хутор Новоалександровский,
- село Новоивановка,
- село Октябрьское.

## Население
| 2010  | 2012  | 2013  | 2014  | 2015  | 2016  | 2017  |
| ----- | ----- | ----- | ----- | ----- | ----- | ----- |
| 4747  | ↘4611 | ↘4474 | ↘4351 | ↘4271 | ↘4216 | ↘4139 |
| 2018  | 2019  | 2020  | 2021  |       |       |       |
| ↘4073 | ↘4005 | ↘3995 | ↘3952 |       |       |       |